# Saison 23 des Griffin
 (mars 2025).
Si vous disposez d'ouvrages ou d'articles de référence ou si vous connaissez des sites web de qualité traitant du thème abordé ici, merci de compléter l'article en donnant les références utiles à sa vérifiabilité et en les liant à la section « Notes et références ».
Chronologie
Saison 22
La vingt -troisième saison de la série d'animation Les Griffin (Family Guy) a été diffusée du  14 octobre 2024  au 17 juillet 2025  sur le réseau Fox aux États-Unis et sur Citytv au Canada. Les deux premiers épisodes ont été diffusés sur Hulu, et les suivants sur la FOX.

## Épisodes
| No. série | No. saison | Titres (France et Québec)       | Titre original                  | Réalisation     | Scénario                      | Date de diffusion (FOX) | Dates de diffusion MCM Télétoon | Code prod. | Audience |
| --- | ---------- | ------------------------------- | ------------------------------- | --------------- | ----------------------------- | ----------------------- | ------------------------------- | ---------- | -------- |
| 425 | 1          | Peter Peter Pumpkin Cheater     | Peter, Peter, Pumpkin Cheater   | Joe Vaux        | Travis Bowe                   | 14 octobre 2024         | —                               | NACX19     |          |
| Peter et ses amis participent à un concours de potiron. Stewie donne la vie à Rupert. |            |                                 |                                 |                 |                               |                         |                                 |            |          |
| 426 | 2          | Gift of the White Guy           | Gift of the White Guy           | Jerry Langford  | Johanna Quraishi              | 25 novembre 2024        | —                               | NACX20     |          |
| Peter confie accidentellement la broche de Lois lors d'une fête. Stewie veut se repentir de ses mauvaises actions.                                                                           |            |                                 |                                 |                 |                               |                         |                                 |            |          |
| 427 | 3          | Fat Gun                         | Fat Gun                         | Greg Colton     | Artie Johann                  | 16 février 2025         | —                               | NACX16     |          |
| Les Griffin parodient le film Top Gun. |            |                                 |                                 |                 |                               |                         |                                 |            |          |
| 428 | 4          | Live, Laugh, Love               | Live, Laugh, Love               | Brian Iles      | Mike Desilets                 | 23 février 2025         | —                               | NACX13     | 1.37     |
| Peter est énervé de voir qu'il ne fait pas rire Joe. Pendant ce temps, Lois emmène Chris et Meg dans leur voyage scolaire et aide le principal Shepherd à retrouver son amour perdu.         |            |                                 |                                 |                 |                               |                         |                                 |            |          |
| 429 | 5          | Drunk Power                     | Drunk Power                     | John Holmquist  | Julius Sharpe                 | 2 mars 2025             | —                               | NACX14     |          |
| Peter va accidentellement échanger sa vie avec le juge Brett Kavanaugh. |            |                                 |                                 |                 |                               |                         |                                 |            |          |
| 430 | 6          | Lois CK                         | Lois CK                         | Steve Robertson | Evan White                    | 9 mars 2025             | —                               | NACX15     |          |
| Lois devient bien malgré elle une star du stand-up, au détriment de Peter. |            |                                 |                                 |                 |                               |                         |                                 |            |          |
| 431 | 7          | The Chicken or the Meg          | The Chicken or the Meg          | Julius Wu       | Emily Towers                  | 16 mars 2025            | —                               | NACX17     |          |
| Meg participe à une émission de télé réalité dans laquelle elle sort avec un candidat, le fils du poulet géant.                                                                              |            |                                 |                                 |                 |                               |                         |                                 |            |          |
| 432 | 8          | Dog is My Co Pilot              | Dog is My Co Pilot              | Joseph Lee      | Steve Callaghan               | 23 mars 2025            | —                               | NACX18     |          |
| Brian et Quagmire copilotent un avion. Et Stewie et Chris ouvrent une pizzeria. |            |                                 |                                 |                 |                               |                         |                                 |            |          |
| 433 | 9          | Pitch Imperfect                 | Pitch Imperfect                 | Mike Kim        | Artie Johann                  | 30 mars 2025            | —                               | PACX01     |          |
| Peter doit se rattraper après avoir manqué un lancer de base-ball. Brian et Stewie deviennent des chiropracteurs.                                                                            |            |                                 |                                 |                 |                               |                         |                                 |            |          |
| 434 | 10         | Hard Times At Adam West High    | Hard Times at Adam West High    | Brian Iles      | Steve Callaghan               | 6 avril 2025            | —                               | PACX02     |          |
| Chris se sert de la machine à voyager dans le temps de Stewie afin d'éviter une humiliation qui lui est arrivée. Peter devient jaloux quand en son absence, ses amis remportent le gros lot. |            |                                 |                                 |                 |                               |                         |                                 |            |          |
| 435 | 11         | The Elle World                  | Elle Hitler                     | John Holmquist  | Alex Carter                   | 13 avril 2025           | —                               | PACX03     |          |
| Peter, Cleveland et Joe découvrent que Quagmire sort avec Elle, la bibliothécaire de la ville.                                                                                               |            |                                 |                                 |                 |                               |                         |                                 |            |          |
| 436 | 12         | A Real Who's Hulu               | A Real Who's Hulu               | Steve Robertson | Matt Pabian                   | 27 avril 2025           | —                               | PACX04     |          |
| Peter présente trois dérivés de séries qui sont diffusées sur Hulu. |            |                                 |                                 |                 |                               |                         |                                 |            |          |
| 437 | 13         | China Doll                      | China Doll                      | Joe Vaux        | Patrick Meighan               | 4 mai 2025              | —                               | PACX05     |          |
| Stewie découvre que Rupert a été fabriqué en Chine. |            |                                 |                                 |                 |                               |                         |                                 |            |          |
| 438 | 14         | One Foot in Front of the Mother | One Foot in Front of the Mother | Greg Colton     | Matt McElaney                 | 11 mai 2025             | —                               | PACX06     |          |
| Brian doit porter un collier électrique afin d'arrêter d'aboyer. Chris prend goût à la marche rapide.                                                                                        |            |                                 |                                 |                 |                               |                         |                                 |            |          |
| 439 | 15         | The Fat Lotus                   | The Fat Lotus                   | Brian Iles      | Steve Callaghan               | 18 mai 2025             | —                               | PACX11     |          |
| Parodie de série dans laquelle Peter pense que Lois et Quagmire ont une aventure quand Stewie croit qu'on va le sacrifier.                                                                   |            |                                 |                                 |                 |                               |                         |                                 |            |          |
| 440 | 16         | Cool Hand Lois                  | Cool Hand Lois                  | Jerry Langford  | Maggie Mull                   | 29 mai 2025             | —                               | PACX07     |          |
| Lois découvre la masturbation et se rapproche de Bonnie. |            |                                 |                                 |                 |                               |                         |                                 |            |          |
| 441 | 17         | Martian Meg                     | Martian Meg                     | Joseph Lee      | Matt Porter et Charlie Hankin | 5 juin 2025             | —                               | PACX08     |          |
| Meg rejoint un programme spatial sur Mars et Stewie a un nouveau jouet. |            |                                 |                                 |                 |                               |                         |                                 |            |          |
| 442 | 18         | Row V Wade                      | Row V Wade                      | Julius Wu       | Mike Desilets                 | 3 juillet 2025          | —                               | PACX09     |          |
| Brian remporte un bateau. Banksy peint sur Peter. |            |                                 |                                 |                 |                               |                         |                                 |            |          |
| 443 | 19         | Karenheit 451                   | Karenheit 451                   | Mike Kim        | Evan Waite                    | 10 juillet 2025         | —                               | PACX10     |          |
| Brian se bat contre le groupe de Lois. Peter veut arrêter l'alcool. |            |                                 |                                 |                 |                               |                         |                                 |            |          |
| 444 | 20         | Twain's World                   | Twain's World                   | Steve Robertson | Julius Sharpe                 | 17 juillet 2025         | —                               | PACX13     |          |
| Brian et Stewie convertissent accidentellement Mark Twain à la pornographie, mettant la littérature en danger.                                                                               |            |                                 |                                 |                 |                               |                         |                                 |            |          |